# 笙珊瑚
笙珊瑚（學名：Tubipora musica）是印度洋及中、西太平洋特有的一種珊瑚。它們是軟珊瑚的一種，屬於匍匐珊瑚目，但有堅硬的碳酸鈣骨骼，形狀像笙管。每條管內都有一連串的珊瑚蟲，每條珊瑚蟲都有像羽毛狀的觸手。日間它們會伸長觸手，在受到騷擾時會收縮。

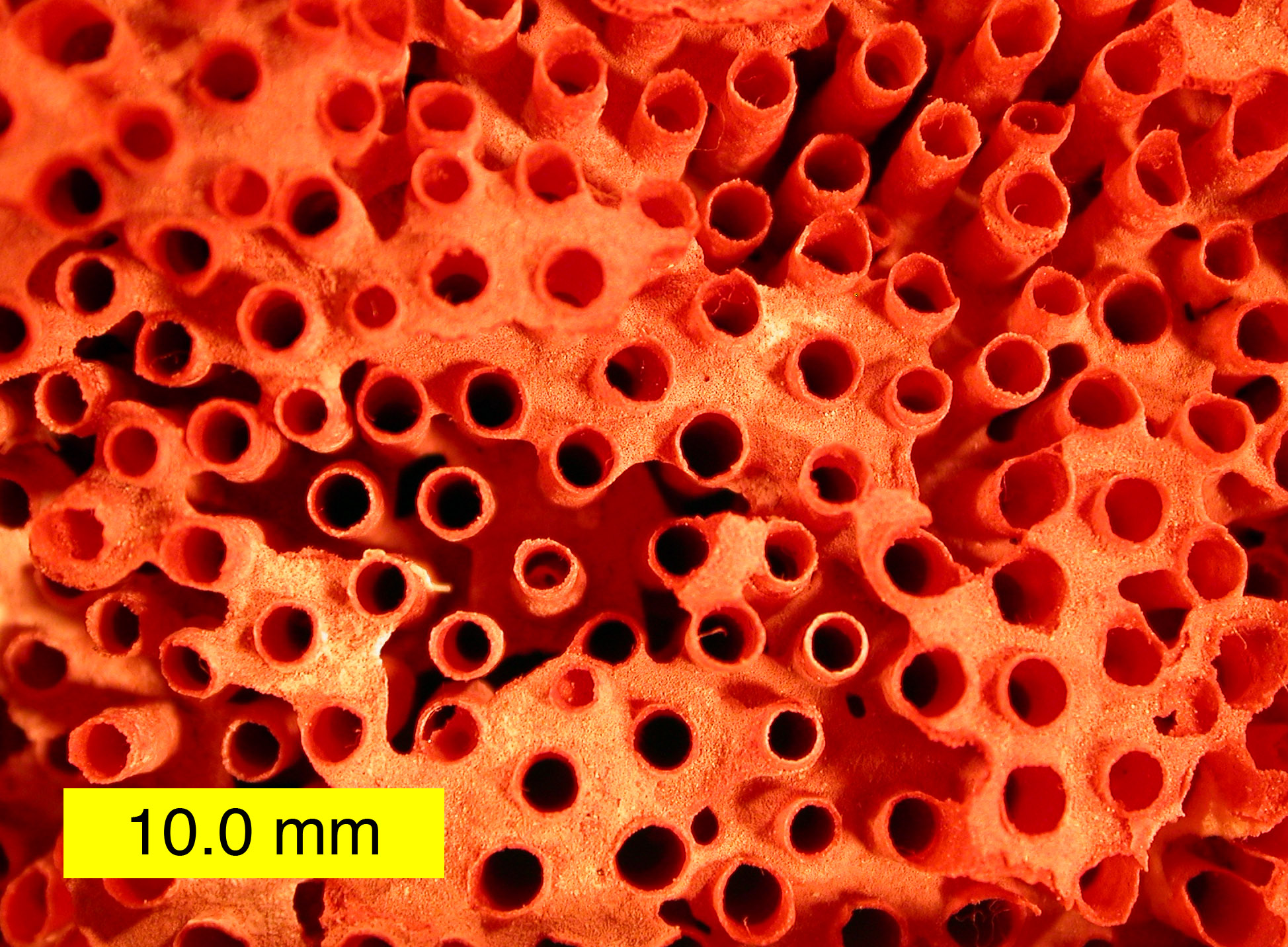
笙珊瑚的笙管狀骨骼。

笙珊瑚的骨骼是鮮紅色的，並由大量綠色或灰色的珊瑚蟲所覆蓋。整群珊瑚蟲加起可達1米，個別的闊度一般都少於3毫米及只長幾毫米。它們只生活在淺水區及遮蔽的地方。它們是吃浮游生物的。它們的近親有其他的軟珊瑚及海扇。